# Thunini
Thunnini es una tribu de la familia Scombridae que se caracteriza por tener forma de atún y se compone de 5 géneros y 17 especies.

## Clasificación
- Género Allothunnus
  - Allothunnus fallai (Serventy, 1948) - Atún lanzón.
- Género Auxis
  - Auxis rochei eudorax (Collette y Aadland, 1996) - Melva
  - Auxis rochei rochei (Rafinesque, 1810) - Melvera
  - Auxis thazard brachydorax (Collette y Aadland, 1996) - Japuta
  - Auxis thazard thazard ((Lacépède, 1800) - Melva
- Género Euthynnus
  - Euthynnus affinis (Cantor, 1849) - Barrilete o Bacoreta oriental.
  - Euthynnus alletteratus (Rafinesque, 1810) - Atún pequeño o Bacoreta.
  - Euthynnus lineatus (Kishinouye, 1920) - Barrilete o Bacoreta negra.
- Género Katsuwonus
  - Katsuwonus pelamis (Linnaeus, 1758) - Listado, Bonito de altura.
- Género Thunnus
  - Thunnus alalunga (Bonnaterre, 1788) - Albacora, Atún blanco o Bonito del Norte.
  - Thunnus albacares (Bonnaterre, 1788)
  - Thunnus atlanticus (Lesson, 1831)
  - Thunnus maccoyii (Castelnau, 1872)
  - Thunnus obesus (Lowe, 1839)
  - Thunnus orientalis (Temminck y Schlegel, 1844)
  - Thunnus thynnus (Linnaeus, 1758) - Atún
  - Thunnus tonggol (Bleeker, 1851)